# Ecchi

En lättklädd, tecknad flicka, där tittarens blick kanske inte endast är fäst på hennes ansikte. Dylika kameravinklar är vanliga inom manga och anime med ecchi-inslag.

Ecchi eller H (japanska: エッチ ecchi/etchi) är en genrebeteckning för lätt erotiska inslag. Den används inom manga, anime och Hentai.

## Definition och namngivning
Ecchi är japanskt men kommer från engelskans uttal av bokstaven H. Detta är i sin tur troligtvis en förkortning av det japanska ordet hentai – 'konstig' eller 'pervers'. Genren ska dock inte förväxlas med hentai, eftersom det bara förekommer viss nakenhet och inga genitalier visas. Genren blandas nästan alltid med andra genrer, ofta humor och/eller romantik. Ecchi-inslagen i historierna kan ofta röra "sökta" kameravinklar mot bröst eller höftpartier hos främst kvinnliga serie/-rollfigurer. Dessa inslag benämns på engelska ofta som fanservice.
Love Hina är ett exempel på en manga/anime som blandar ecchi och humor.